# Рельєф Грузії
Рельєф Грузії — на території Грузії поєднується високогірний, середньогірний, горбистий, низовинно-рівнинний, плоскогір'я і платоподібний рельєф.

## Північ
Північна частина держави зайнята Великим Кавказом (грузинською Кавкасіоні), переважно його південним схилом, а також частиною північного схилу. Вища точка Грузії — гора Шхара (5068 м). Система Великого Кавказу складається з Головного, або Вододільного, хребта та низькі супроводжуючих його хребтів, серед яких в межах Грузії найбільші Гагринський, Бзибський, Кодорський, Сванетський, Егріський, Лечхумський, Рачинський, Харульський, Ломіський, Гудіський, Картлійський, Кахетський на південному схилі; Хохський, Шавана, Кідеганський, Хевсуретський і Пірікитський — на північному. У північній високогірній смузі виразно виражені гірничо-ерозійні, гірничо-гляціальні та нівальні форми рельєфу, створені льодовиками Великого Кавказу (а також на високих гірських масивах Малого Кавказу і Південно-грузинського нагір'я — грузинська частина Закавказького нагір'я), — троги, морени і ін. На заході грузинської частини Великого Кавказу поширений карст, а на сході — молоді вулканічні гори.

## Центральна частина
На південь від Великого Кавказу в субширотному напрямку протягується міжгірна западина, що підрозділяється на Колхідську і Іверійську (західна частина Курінської) рівнинно-горбисті западини і що розділяє їх Дзірульський масив (Верхньоімеретинське плато). Значна частина обох западин зайнята алювіальними рівнинами — Колхидської низовини, Внутрішньо-картлійської, Нижньо-картлійської, Алазанської (Кахетської). Між двома останніми розташовано Іорське плоскогір'я.

## Південь
У північній горбистій смузі Колхіди поширений карст («низький», на відміну від «високого» карсту Великого Кавказу). Ще південніше, в широтному напрямі протягуються середньогорні хребти грузинської частини Малого Кавказу (Месхетський, Шавшетський, Тріалетський, Локський), що досягають висот 2850 метрів і морфологічні сліди стародавнього вирівнювання, що зберегли в рельєфі, у вигляді розташованих сходами шарів. Крайній південь країни зайнятий Південно-грузинським вулканічним нагір'ям, в морфології якого визначальну роль грають лавові плато, ланцюги вулканів і каньйоноподібні ущелини річок. Вища точка нагір'я — гора Діді-абулі (3301 м).